# 藤井明美
藤井 明美（ふじい あけみ、12月15日 - ）は、日本の漫画家。女性。静岡県出身。血液型はAB型。

## 経歴
1987年、『別冊マーガレット』（集英社）掲載の「トライアングル・まーち」でデビュー。『別冊マーガレット』や『デラックスマーガレット』（いずれも集英社）などの少女向け漫画誌に読切や連載作品を掲載。高校生を主人公に、恋愛や学園生活を描く。

## 作品リスト
- やさしい悪魔（1996年 - 1997年、別冊マーガレット、集英社）
  - 単行本全1巻（1997年、集英社）
- 明日もきっと恋してる。（1997年 - 1998年、別冊マーガレット）
  - 単行本全4巻（1997年 - 1999年、集英社）
- 片恋じゃ終われない（2001年、別冊マーガレット）
  - 単行本全2巻（2001年 - 2002年）
- Lady. Mを探せ!（2002年、P.マーガレット）
  - 読切作品。同名の短編集（2002年、集英社）に収録
- スイート☆ミッション（2003年 - 2010年、別マスペシャル・別冊マーガレット・デラックスマーガレット、集英社）
  - 『Lady. Mを探せ!』の続編となるシリーズ。単行本全11巻（2004年 - 2010年、集英社）
- 小野原変身堂（2004年 - 2006年、デラックスマーガレット・ザ・マーガレット）
  - 『スイート☆ミッション』のスピンオフ。単行本1巻（2006年、集英社）
- キャンディと魔王（2011年、別冊マーガレットSister）
  - 読切作品。同名の短篇集（2012年、集英社）に収録。
- 探偵はBARにいる（2011年・2013年、YOU）
  - 同名映画シリーズの第1・2作のコミカライズ。2013年に単行本化。

### アンソロジー
- 東日本大震災チャリティー漫画本 PARTY! SORA[注 1][1]（2011年8月5日発売[2]、メディアパル、ISBN 978-4-89610-202-4）
  - スイート☆ミッション Ex.あれから[3]